# Quercus thorelii
Quercus thorelii — вид рослин з родини букових (Fagaceae); поширений по всій південно-східній Азії.

## Опис
Дерево зазвичай 10 м, досягає 30 м заввишки; стовбур до 1.5 м. Кора сіра, шорстка. Молоді гілочки запушені, стають безволосими. Листки 10–16 × 3.5–6 см, від овальних до довгасто-еліптичних, шкірясті; верхівка від гострої до хвостатої; основа від широко клиноподібної до округлої; край зубчастий на 1/2 верхівці (іноді до основи); обидві сторони спочатку помаранчево запушені, стаючи безволосими; однотонні, але знизу злегка жовтуваті; ніжка листка тонка, гола, 1–3 см завдовжки. Жолудь 1.4–1.6 см завдовжки й 2–2.6 см у діаметрі, сплющений, закритий на 9/10 чашечкою; дозріває 1 рік.
Період цвітіння: квітень.

## Середовище проживання
Країни поширення: Китай, Лаос, В'єтнам, Таїланд.
Трапляється у широколистяних вічнозелених лісах у гірських долинах і схилах.

## Використання
Деревина малоцінна і схильна до атак термітів. Отже, цілком ймовірно, що Q. thorelii не використовується широко або не продається.